# Itō Shinsui

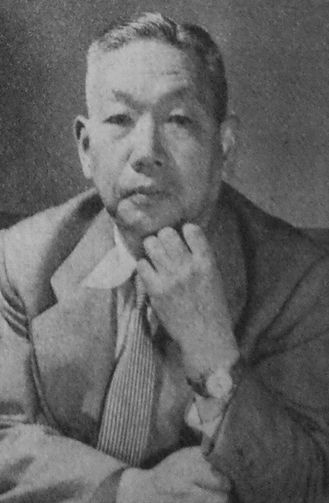
Itō Shinsui

Itō Shinsui (japanisch 伊東 深水; * 4. Februar 1898 in Fukagawa, Tokio (heute Kōtō); † 8. Mai 1972, eigentlicher Name Hajime (一)) war ein japanischer Maler und Holzschnittkünstler der Shin-hanga-Richtung.

## Leben und Werk
Itō wurde im Bezirk Fukagawa von Tokio, also auf der östlichen Seite des Sumida-Flusses geboren. Er verließ 1906 die Schule, um seine Eltern durch Arbeit in einer Reklameschilder-Werkstatt zu unterstützen. Ab 1908 arbeitete er in der nahegelegenen Werkstatt der Druckerei Tōkyō Insatsu K.K., in der bewegliche Metall-Lettern hergestellt wurden. 1911 wurde er in die Design-Abteilung der Hauptniederlassung versetzt. Zu dieser Zeit begann er, sich für Kunst zu interessieren, befasste sich mit der Malerei im Nihonga-Stil und bildete sich allgemein weiter.
Der Nihonga-Künstler Yūki Somei (1875–1957), der in der Druckerei tätig war, machte ihn mit dem Ukiyoe-Künstler Kaburagi Kiyokata (1878–1972) bekannt, der Itō 1911 als Schüler aufnahm. Als Künstlernamen (gō) verband Ito das fuka(i) (深) aus dem Stadtteilnamen, sinojapanisch shin, mit der Abwandlung eines Zeichens aus dem Vornamen seines Lehrers Kiyokata, dem kiyo zu „klarem Wasser“ (sui) zu Shinsui. Von dieser Zeit an verdiente er sich seinen Unterhalt mit Illustrationen, eine Tätigkeit, die er sein ganzes Leben ausübte, wenn sie auch in den Hintergrund trat, nachdem er als Maler bekannt wurde. Itō gewann bereits 1912 einen Preis auf der Ausstellung der Tatsumi Gakai (辰巳画会), 1914 auf der ersten Ausstellung des Nihon Bijutsuin (engl. Japan Art Institute), 1915 auf der Ausstellung des Kultusministeriums, der Mombushō Bijutsu Tenrankai (文部省美術展覧会).
1916 wurde der Kunsthändler und Verleger Watanabe Shōsaburō (1885–1962) auf Itō aufmerksam, als er dessen Gemälde „Vor dem Spiegel“ sah. Mit der Einwilligung von Kaburagi beauftragte Watanabe Itō, eine Vorlage für einen Druck dieses Gemäldes zu liefern, der dann 1916 erschien. Von diesem Zeitpunkt an bis zu Watanabes Tod arbeiteten die beiden zusammen. – Die Drucke nach der Vorlage Itōs umfassen mehr als 60 Landschaften, darunter das klassische Thema der „Acht Ansichten des Biwa-Sees“, die Itō als einer der letzten Künstler gestaltete.  Zu den Landschaften kommen ungefähr 100 andere Drucke, meistens von schönen Frauen (Bijinga). Itō arbeitete aber weiterhin sein Leben lang als Maler, vor allem, nachdem er 1927 seine Schule Shinsui Gajuku (深水画塾) gegründet hatte. Diese wurde 1930 in den Stadtteil Ōmori verlegt und umbenannt in „Schule des klaren Gipfels“ (朗峯画塾, Rōhō gajuku). Die Schule zog viele Schüler an, die die nächste Generation der Maler schöner Frauen bildeten.

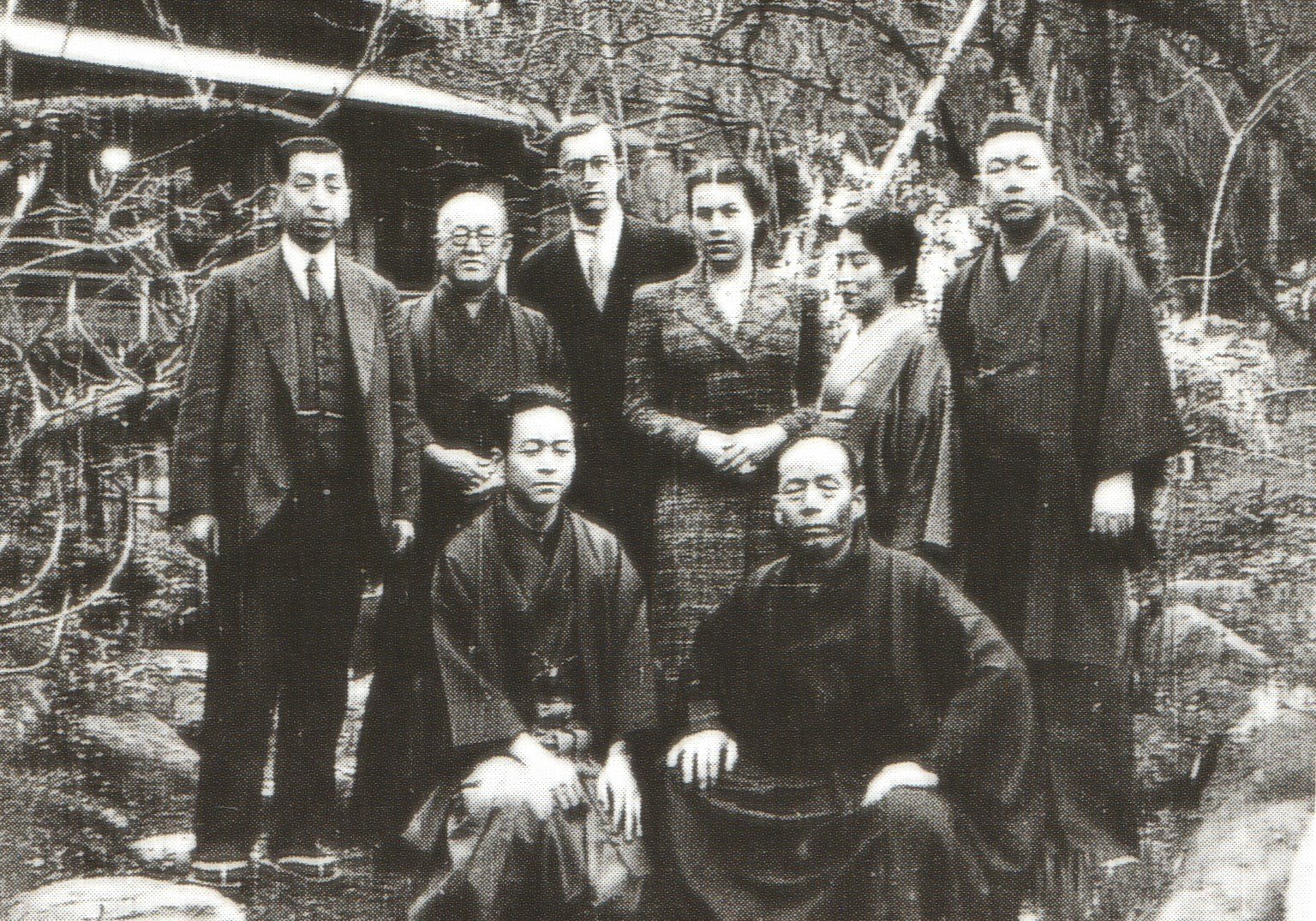
Im Garten von Itō Shinsui in Tōkyō. Links nach rechts, hintere Reihe: Moriyama Tesutaro (Assistent des Verlegers Watanabe); Kawase Hasui, Sammler Robert O. Muller, Inge Muller, Itō Yoshiko und Itō Shinsui. Links nach rechts, vordere Reihe: Kasamatsu Shirō und Verleger Watanabe Shōzaburō, April 1940

Itō gründete verschiedenen Gesellschaften, darunter 1932 die Seisei-kai (青々会), die Realismus in der Porträt-Malerei vertrat, und, zusammen mit Yamakawa Shūhō (1898–1944), die Seikin-kai (青衿会), die ähnliche Ziele verfolgte. In Amerika wurde Itō durch die beiden Ausstellungen 1930 und 1936 im Toledo Museum of Art bekannt, auf denen Shin-hanga-Holzschnitt von zehn japanischen Künstlern, darunter neben Itō auch Kawase Hasui und Hashiguchi Goyō, zu sehen waren. Auch Isabella Gardner interessierte sich für die Maler, lud sie nach Boston ein und erwarb Werke von ihnen für ihr Museum. Auf der Rückreise von der 1930er Ausstellung kam die Künstlergruppe Anfang 1931 auch nach Berlin, wo eine vielbeachtete Ausstellung unter dem Titel Ausstellung von Werken lebender japanischer Künstler in der Preußischen Akademie der Künste stattfand. Nach 1937 wandte sich Itō wieder mehr Drucken von Landschaften zu, die „Zwölf Ansichten von Ōshima“ gehören dazu. 1939 reiste er zum Malen nach China, ab 1943 war er dort als offizieller Maler der japanischen Marine tätig. So gibt es Drucke mit Szenen auf Borneo, Celebes und Java aus der Zeit. Gegen Ende des Krieges zog er sich in die Präfektur Nagano (früher Provinz Shinano) zurück, publizierte 1948 die „Zehn Ansichten von Shinano“.
Gegen Ende seines Lebens schuf Itō nur noch wenige Vorlagen für Drucke. Einer davon, „Haare waschen“ (髪, kami; 1957), wurde von der japanischen Regierung anlässlich seiner Ernennung 1952 zum Bewahrer eines immateriellen Kulturguts publiziert. 1958 wurde er Mitglied der Akademie der Künste und 1970 erhielt er den Orden der Aufgehenden Sonne. In der Ukiyo-e-Tradition stehend, zeigen Itōs schöne Frauen selten individuelle Züge. Eine bemerkenswerte Ausnahme ist das Porträt aus dem Jahr 1922 der Künstlerin Elizabeth Keith (1887–1956), die sich von 1915 bis 1924 in Japan aufhielt.